# Cantonul Valgorge
Cantonul Valgorge este un canton din arondismentul Largentière, departamentul Ardèche, regiunea Rhône-Alpes, Franța.

## Comune
- Beaumont
- Dompnac
- Laboule
- Loubaresse
- Montselgues
- Saint-Mélany
- Valgorge (reședință)